# Ейреніс смугастий
Ейреніс смугастий (Eirenis medus) — неотруйна змія з роду Ейреніс родини Вужеві.

## Опис
Загальна довжина досягає 32 см. Кінчик морди тупо закруглений. Маленький виличний щиток лежить на другому і зрідка торкається третього верхньогубного. Є 1 передочний і 2 заочноямкових щитка. Останні іноді зливаються один з одним. Верхньогубних щитків 7, з них третій й четвертий доходять до очей. Навколо середини тулуба є 15 лусок. Черевних щитків — 154–174, у самок більше, ніж у самців. Анальний щиток розділений. Підхвостових щитків — 44-62 пари. Має дуже короткий хвіст.
Зверху піщаного, сірувато-оливкового або сірувато-коричневого кольору. Середина кожної лусочки світліше її боків. Краї окремих лусок буро-оливкового, майже чорного кольору. На спині, особливо у передній половині тулуба, темні краю луски складаються в численні (більше 50) вузькі, більш-менш хвилясті поперечні смужки, звичайно розчленовані на хребті. У задній половині тулуба вони зазвичай не виражені, але окремі луски часто зберігають темну облямовку. Хвіст зверху зазвичай без цяток. Темної поперечної смуги на потилиці немає. У молодих особин на маківці, лобному і надочноямкових щитках розташовуються великі бурі плями, які майже або повністю зникають у дорослих змій. Задні краї верхньогубних щитків — темні. Черево світлого забарвлення, без плям.

## Спосіб життя
Полюбляє кам'янисті схили, міжгірські низини, передгірні пагорби. Зустрічається на висоті до 1100–1600 м над рівнем моря. Ховається під камінням, може жити у термітниках. Активний вночі. Після зимівлі з'являється на початку квітня і активний до кінця жовтня. Харчується комахами, павуками та іншими безхребетними, зокрема скорпіонами.
Це яйцекладна змія. Самиця відкладає 2-3 яйця довжиною до 18 мм. Молоді ейреніси довжиною до 126 мм з'являються в жовтні.

## Розповсюдження
Мешкає у південному Туркменістані в межах Копетдагу, північному Ірані.